# Премия Юкио Мисимы
Премия Юкио Мисимы (яп. 三島由紀夫賞 Мисима Юкио сё:) — литературная премия Японии, присуждаемая за новаторское произведение авторам прозаических, поэтических, литературоведческих и драматургических произведений. Присуждается ежегодно во второй декаде мая.

## История создания
Учреждена в 1988 году издательством «Синтёся» в память о Юкио Мисиме, основным издателем сочинений которого оно являлось. В течение многих лет Юкио Мисиму и «Синтёся» связывало тесное сотрудничество. Именно это издательство впервые напечатало большинство его работ, включая тетралогию «Море изобилия». Им же было осуществлено посмертное издание полного собрания сочинений писателя, многие прозаические и драматургические произведения из которого затем были переизданы в мягком переплёте в серии «Библиотека Синтё».
Учреждение премии было во многом обусловлено конкуренцией между издательствами «Синтёся» и «Бунгэй сюндзю»: несмотря на превосходство в популярности «Библиотеки Синтё» над аналогичной серией, выпускаемой «Бунгэй сюндзю», литературные премии «Синтёся» (в 1954—1967 годах действовала Литературная премия издательства «Синтёся», в 1969—1987 годах — Большая литературная премия Японии) не могли сравниться по своей значимости и престижу с премией Акутагавы и премией Наоки, созданными «Бунгэй сюндзю». Поэтому после очередной реорганизации, осуществлённой издательством в отношении своих литературных наград, премия Мисимы для произведений дзюнбунгаку была создана как аналог премии Акутагавы, а премия Сюгоро Ямамото для массовой литературы — как аналог премии Наоки.
При всём сходстве с премией Акутагавы премия Мисимы обладает некоторыми характерными особенностями. При ориентации её на дзюнбунгаку премии всё же удостаиваются и авторы, которые к дзюнбунгаку изначально не относились (Отаро Майдзё, Хидэо Фурукава и др.). Также премией награждаются современные писатели постмодернистского толка, которые в принципе игнорируются жюри премии Акутагавы (Гэнъитиро Такахаси, Масая Накахара и др.).

## Лауреаты
- 1988: Гэнъитиро Такахаси
- 1989: Акира Оока
- 1990: Дзюги Хисама
- 1991: Кадзуми Саэки
- 1992: не присуждалась
- 1993: Тёкицу Куруматани и Кадзуя Фукуда
- 1994: Ёрико Сёно
- 1995: Масаё Ямамото
- 1996: Хисаки Мацуура
- 1997: Сатору Хигути
- 1998: Кёдзи Кобаяси
- 1999: Сэйго Судзуки и Тосиюки Хориэ
- 2000: Томоюки Хосино
- 2001: Синдзи Аояма и Масая Накахара
- 2002: Масацугу Оно
- 2003: Отаро Майдзё
- 2004: Тосихико Яхаги
- 2005: Маки Касимада
- 2006: Хидэо Ёсикава
- 2007: Юя Сато
- 2008: Синъя Танака
- 2009: Сиро Маэда
- 2010: Хироки Адзума[англ.]
- 2011: Нацуко Имамура[англ.]
- 2012: Дзюнго Аоки[яп.]
- 2013: Саяка Мурата
- 2014: Юкико Мотоя
- 2015: Такахиро Уэда
- 2016: Сигэхико Хасуми[англ.]
- 2017: Юсукэ Мияти[яп.]
- 2018: Нацуки Коята[англ.]
- 2019: Митико Микуни
- 2020: Рин Усами
- 2021: Юсукэ Норисиро
- 2022: Тосики Окада
- 2023: Аки Асахина
- 2024: Стефани Канто Ота
- 2025: Тисано Наканиси[яп.]

## Жюри
Членами жюри становятся писатели и литературные критики, как и Мисима, тесно связанные с издательством, а также лауреаты премии прошлых лет. Как правило, исполнение обязанностей члена жюри не может продолжаться более четырёх лет, однако многочисленны исключения. В частности, Тэру Миямото и Ясутака Цуцуи входили в жюри с 1988 по 2007 год.
- 1988—1991: Кэндзабуро Оэ, Дзюн Это, Кэндзи Накагами, Ясутака Цуцуи, Тэру Миямото
- 1992—1995: Синтаро Исихара, Дзюн Это, Гэнъитиро Такахаси, Ясутака Цуцуи, Тэру Миямото
- 1996—2007: Со Аоно, Синтаро Исихара, Дзюн Это (1996), Ясутака Цуцуи, Тэру Миямото
- 2008—2011: Ёко Огава, Хироми Каваками, Нобору Цудзихара, Кэйитиро Хирано, Ко Матида
- 2012—2019: Каору Такамура, Хироми Каваками, Нобору Цудзихара, Кэйитиро Хирано, Ко Матида